# Trio II
Trio II è il secondo album in studio collaborativo delle cantanti statunitensi Dolly Parton, Linda Ronstadt ed Emmylou Harris, pubblicato il 9 febbraio 1999 dalla Asylum Records.
Le tre artiste country avevano già collaborato insieme nel 1987 realizzando Trio.

## Tracce
1. Lover's Return (A.P. Carter, Maybelle Carter, Sara Carter) – 4:00
2. High Sierra (Harley Allen) – 4:21
3. Do I Ever Cross Your Mind? (Dolly Parton) – 3:16
4. After the Gold Rush (Neil Young) – 3:31
5. The Blue Train (Jennifer Kimball, Tom Kimmel) – 4:57
6. I Feel the Blues Movin' In (Del McCoury) – 4:31
7. You'll Never Be the Sun (Donagh Long) – 4:43
8. He Rode All the Way to Texas (John Starling) – 3:07
9. Feels Like Home (Randy Newman) – 4:47
10. When We're Gone, Long Gone (Kieran Kane, Jamie O'Hara) – 4:00